# Municipio de Carroll (Illinois)
El municipio de Carroll (en inglés, Carroll Township) es un municipio del condado de Vermilion, Illinois, Estados Unidos. Tiene una población estimada, a mediados de 2022, de 497 habitantes.

## Geografía
Está ubicado en las coordenadas 39°55′41″N 87°44′38″O / 39.92806, -87.74389. Según la Oficina del Censo de los Estados Unidos, tiene una superficie de 96.59 km² de tierra y 0.001 km² de agua.

## Demografía
Según el censo de 2020, en ese momento había 514 personas residiendo en la zona. La densidad de población era de 5.3 hab./km². El 94.94 % de los habitantes eran blancos, el 0.19 % era afroamericano, el 0.97 % eran amerindios, el 0.39 % eran asiáticos, el 0.19 % era de otra raza y el 3.31 % eran de una mezcla de razas. Del total de la población, el 0.58 % eran hispanos o latinos de cualquier raza.